# حوضه آبریز دریاچه نمک

موقعیت حوضه آبریز دریاچه نمک

حوضه آبریز دریاچهٔ نمک یکی از حوضه‌های بستهٔ ایران است که در تقسیم‌بندی حوضه‌های آبریز ایران، حوضهٔ فرعی به‌شمار می‌رود و زیرمجموعهٔ حوضهٔ آبریز فلات مرکزی است. مساحت این حوضه، ۹۲٬۵۶۳ کیلومتر مربع است و شامل رودهایی است که به دریاچه نمک منتهی می‌شوند.

## جغرافیا
حوضه دریاچه نمک از شمال به البرز، از غرب به زاگرس، از جنوب به کوه کرکس و از شرق به دشت کویر محدود می‌شود و بخش‌هایی از استان‌های تهران، البرز، قزوین، زنجان، مرکزی، همدان، اصفهان، سمنان و قم را دربرمی‌گیرد. شیب تدریجی این حوضه به سوی شرق است و سه چالهٔ اصلی آن، دریاچه نمک، دریاچه حوض سلطان و کویر میقان هستند. غدیر اسب دیگر چاله این حوضه است.
بزرگترین چاله، دریاچه نمک به مساحت حدود ۲۴۰۰ کیلومتر مربع است که در ارتفاع ۸۰۰ متری از سطح دریا قرار دارد و رودهای اصلی حوضه شامل جاجرود، قم‌رود و قره‌چای به آن منتهی می‌شوند. دریاچه حوض سلطان به ارتفاع ۷۹۰ متر و مساحت ۱۰۶ کیلومتر مربع در شرق ساوه قرار دارد و رود شور به آن می‌ریزد. کویر میقان نیز در ارتفاع ۱۶۷۰ متری و در نزدیکی اراک قرار دارد و دریاچهٔ فصلی است که در فصول بارندگی، پرآب و در فصول خشک، باتلاق و نمکزار می‌شود.

## زیرحوضه‌ها
برپایهٔ دستورالعمل تقسیم‌بندی حوضه‌های ایران، حوضهٔ آبریز دریاچهٔ نمک به زیرحوضه‌های زیر تقسیم می‌شود:
| کد  | نام اختصاری زیرحوضه             | مساحت کیلومتر مربع | تعداد زیرحوضه‌ها |
| --- | ------------------------------- | ------------------ | --------------- |
| ۴۱۱ | رود شور                         | ۲۳٬۷۴۶             | ۸               |
| ۴۱۲ | غرب دریاچه نمک (قم‌رود و قره‌چای) | ۴۶٬۸۹۱             | ۴               |
| ۴۱۳ | کویر کاشان                      | ۶٬۹۵۰              | –               |
| ۴۱۴ | شرق دریاچه نمک                  | ۲٬۴۲۵              | –               |
| ۴۱۵ | رودهای جاجرود و کرج             | ۹٬۰۳۷              | ۳               |
| ۴۱۶ | پهنه دریاچه                     | ۱٬۹۰۹              | –               |
| ۴۱۷ | دریاچه حوض سلطان                | ۱٬۶۰۵              | –               |